# 2026年世界室内田径锦标赛
2026年世界室内田径锦标赛，即第21届世界室内田径锦标赛，于2026年3月20日至22日在波兰托伦举行。这是波兰继2014年在索波特之后第二次举行室内田径世锦赛。托伦也举办过2021年欧洲室内田径锦标赛。
2023年3月22日，世界田径理事会将2026年世界室内田径锦标赛举办权授予波兰庫亞維濱海省的联合国教科文组织世界遗产托伦。